# Axel Wegner
Axel Wegner (* 3. Juni 1963 in Demmin) ist ein deutscher Sportschütze. Der Spezialist im Skeet wurde 1988 Olympiasieger für die DDR. 2008 hat er sich zum vierten Mal nach der Wiedervereinigung für die deutsche Olympiamannschaft qualifiziert.
Wegner begann in Loitz mit dem Schießsport und wurde nach seinem Sieg bei der Spartakiade 1981 an den Klub für Sportschießen Leipzig delegiert. 1983 wurde er Junioreneuropameister. 1984 siegte er bei den Wettkämpfen der Freundschaft in Moskau, dem Ersatz-Sportereignis für die Sportler, die wegen des Olympiaboykotts nicht an den Olympischen Spielen 1984 in Los Angeles teilnehmen durften. 1985 gewann Wegner die DDR-Meisterschaft, bei den Weltmeisterschaften wurde er 1985 Neunter und 1986 Achter. 1987 gewann Wegner den Mannschaftswettbewerb bei der Weltmeisterschaft. Den Höhepunkt seiner Karriere erlebte Wegner bei den Olympischen Spielen 1988 in Seoul. Mit einer Scheibe Vorsprung erhielt er die olympische Goldmedaille. 
1991 wurde Wegner für das wiedervereinigte Deutschland Weltmeisterschaftsvierter und Europameister. 1992 wurde er Mannschaftseuropameister, belegte aber bei den Olympischen Spielen 1992 nur Rang 25. Wegner zollte damit dem verminderten Trainingszeiten Tribut, denn seit nach der Wende der Schießstand in Leipzig geschlossen wurde, musste Wegner zum Training nach Meißen fahren. Nach dem Deutschen Meistertitel 1993 belegte er bei der Weltmeisterschaft 1994 wieder den vierten Rang. 1996 wurde Wegner erneut Mannschaftseuropameister, belegte aber bei den Olympischen Spielen 1996 nur Rang 24.
Vier Jahre später verpasste Wegner die Olympiaqualifikation, wurde aber Deutscher Meister 2000. Nach Europameisterschaftssilber 2002 erhielt er 2003 Bronze, wurde aber mit der Mannschaft Europameister. Bei den Olympischen Spielen 2004 belegte Wegner Rang 31. 2005 wurde Wegner Mannschaftseuropameister. 2007 belegte Wegner den vierten Platz bei der Europameisterschaft und gewann einmal mehr die Deutsche Meisterschaft. 2008 gelang Wegner die Qualifikation für die Olympischen Spiele in Peking, bei denen er mit 69 von 75 erreichbaren Wurfscheiben Rang 19 erreichte.

## Auszeichnungen
- 1983: Ernst-Schneller-Medaille in Silber[1]
- 1984: Vaterländischer Verdienstorden in Gold[2][1]
- 1988: Ehrenspange zur Ernst-Schneller-Medaille[1]
- 1988: Vaterländischer Verdienstorden der DDR in Gold[3][1]
- 1989: Olympische Ehrennadel des IOC[1]